# Джем-сейшен
Джем-сешн (также джем-сэшн, джем-се́йшен, джем-се́шен или просто джем; от англ. jam session) — совместная последовательная индивидуальная и общая импровизация на заданную тему. Музыкальное действие, когда музыканты собираются и играют без особых приготовлений и определённого соглашения, либо когда взять инструмент и выступить может каждый из присутствующих.

## Проведение
Обычно происходят после концерта, при встрече на гастролях и после них, когда нескольких музыкальных коллективов или музыкантов собираются вместе поиграть и поимпровизировать в свободном стиле. Таким путём они знакомятся друг с другом как профессионалы, демонстрируя своё мастерство.
Слово джем может быть более свободно использовано для обозначения любой вдохновлённой или импровизированной части музыкального исполнения, особенно в рок или джаз-музыке. Джем-сейшены обычно проводятся для удовольствия самих исполнителей, а не для публичного выступления.
Джем-сейшены часто используются для создания нового материала, нахождения подходящей аранжировки, или просто для встречи и совместной практики. Джем-сейшены могут быть основаны на уже существующих песнях и формах, согласованной последовательности аккордов или партитуре, предложенными участниками, или могут быть полностью импровизационными. Джем-сейшены могут варьироваться от очень свободных собраний любителей до искушённых импровизированных сессий звукозаписи, предназначенных для публичного выпуска.

## Происхождение слова
Происхождение слова джем (jam) в данном контексте относится к 1920-м годам. Согласно Online Dictionary of Etymology термин появился около 1929 года, означая «короткий, свободно импровизированный пассаж, исполненный всей группой». Источник такого значения неизвестен, но как и многие современные термины пришёл в английский язык из джаза. В России первый джем-сейшн был представлен в старейшем музыкальном клубе России Московском Доме Блюза «B.B. King».

## Джаз
Джазовая сцена Нью-Йорка во время Второй мировой войны была знаменита своими джем-сейшенами. Один из самых известных регулярных джемов проходил в Minton’s Playhouse в Нью-Йорке в 1940-х и начале 1950-х годов. Джемы Минтона были хорошим местом встречи и помогали становлению таких солистов, как Бен Уэбстер (Ben Webster) и Лестер Янг (Lester Young) и молодых джаз-музыкантов, которые вскоре стали лидерами бибоп направления, включая Телониуса Монка (пианист клуба Минтон), Чарли Паркера и Диззи Гиллеспи. Джемы, проходившие в клубе Minton’s Playhouse стали легендарными благодаря соревновательному духу, при котором солисты старались играть на уровне с группой, работавшей в клубе и победить в импровизационных «баталиях». Из этих соревнований и родился стиль бибоп, которому присущи быстрый темп и виртуозность импровизации. Одно из названий этого стиля связано с Minton’s Playhouse — «минтонс-стиль».

## Рок
С возрастанием мастерства рок-музыкантов шестидесятых и семидесятых джемы стали обычным элементом рок-музыки. Такие группы, как Cream, The Jimi Hendrix Experience, The Grateful Dead и The Allman Brothers Band, стали исполнять живые композиции, часто длиной более 15 минут.
Некоторые примечательные записанные джемы в жанре «рок»:
- Бонус-диск 25-го юбилея альбома Layla and Other Assorted Love Songs ранней группы Эрика Клэптона Derek & The Dominos включает несколько длинных импровизационных джемов между участниками группы и другими музыкантами, такими, как The Allman Brothers Band. Это стало первой встречей между двумя группами, и в результате Дуэйн Оллмэн был приглашён присоединиться к Dominos после записи всего трёх песен и сделал большой вклад в получившуюся пластинку.
- Пять треков, озаглавленных «Apple Jam» на сольном альбоме Джорджа Харрисона 1970 года All Things Must Pass. Сыграны большинством сессионных музыкантов, сделавших вклад в пластинку.
- Импровизированный скрытый трек «Gallons of Rubbing Alcohol Flow Through the Strip»[англ.] на альбоме группы Nirvana In Utero (1993) и полуимпровизированный скрытый трек «Endless, Nameless» на их же альбоме Nevermind (1991).
- Супергруппа Liquid Tension Experiment, играющая прогрессив-рок и прогрессив-метал, на своём первом одноимённом студийном альбоме 1998 года выпустила получасовую композицию «Three Minutes Warning», целиком представляющую собой запись студийного джем-сейшена. Большинство треков второго альбома представляют собой импровизации. После переформирования группы в формате трио Liquid Tension Experiment вышла запись джем-сейшена «Spontaneous Combustion»[англ.].